# Åke Lyth

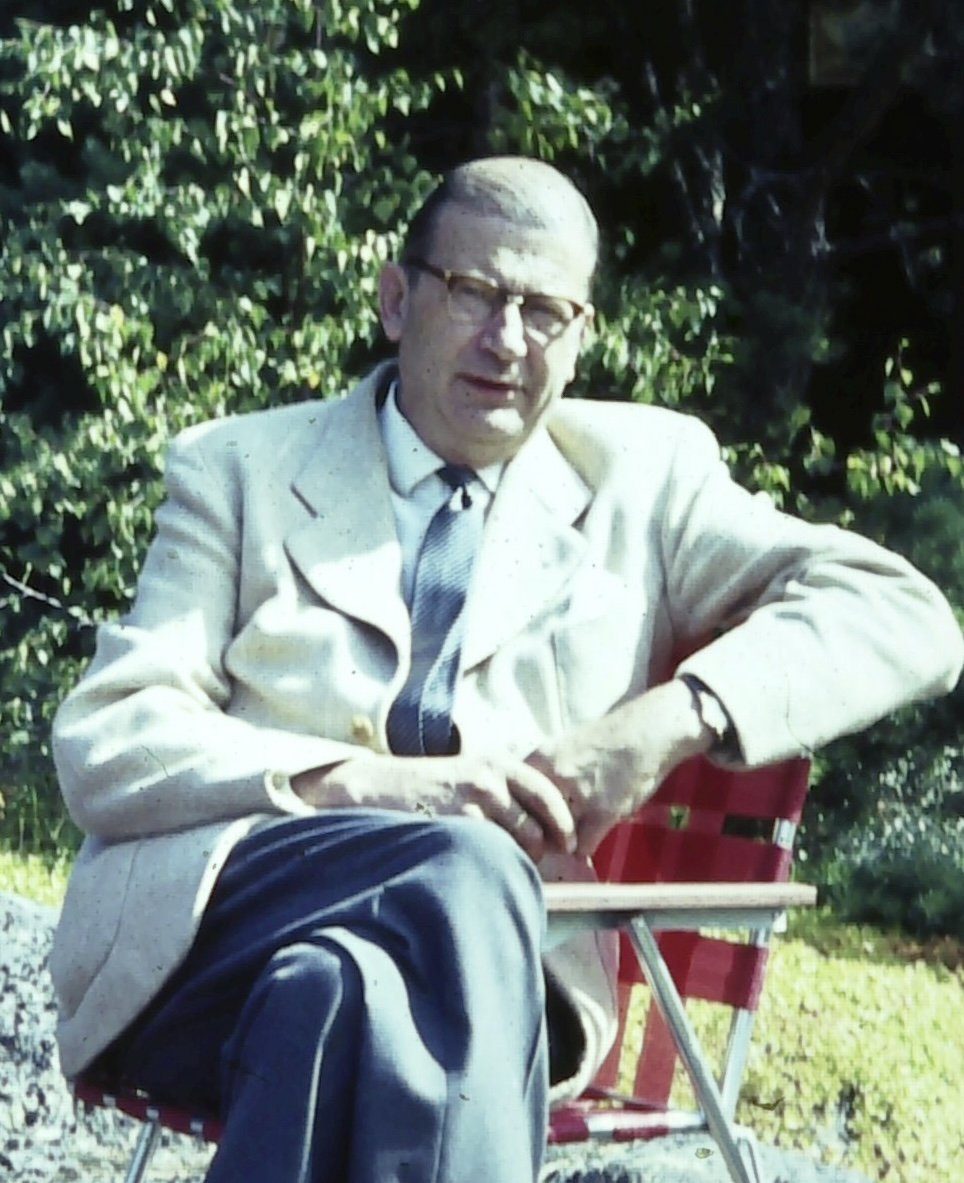
Åke Lyth.

Åke Brunow Lyth, född 29 december 1904 i Stockholm, död 1 januari 1977, var en svensk direktör.
Åke Lyth var son till kontorschefen Axel Lyth och Marie-Louise Lyth, född Nylund. Han avlade studentexamen 1924 och reservofficersexamen 1926 samt diplomerades från Handelshögskolan i Stockholm. Han var under en följd av år verksam i försäkringsbranschen och kom till Allmänna Brand i Jönköping där han 1942 utsågs till verkställande direktör. År 1953 bytte han bana till banksektorn och blev 1954 VD för Sundsvalls sparbank. Han verkade för fusioneringen mellan sparbankerna i Härnösand och Sundsvall och fram till pensioneringen 1969 var han chef för verksamheten i Medelpad samt VD för Sparbanken för Västernorrland. 1955–1969 var Lyth sekreterare i Norrländska sparbanksföreningen och han var även ordförande i Sundsvalls civilförsvarsförening samt verksam inom Medborgarskolan samt under tolv år ordförande i Sundsvalls fastighetsägareförening.